# Moïssala
Moïssala (en àrab مويسالا, Mūysālā) és la capital del departament de Bahr Sara, un dels departaments de la regió de Mandoul, en la part del sud del Txad. Es comunica amb l'exterior per un petit aeroport homònim.